# Sandy Lane
Situé à l'ouest de Leeds, Sandy Lane est un village et une paroisse civile du Yorkshire de l'Ouest, en Angleterre.

## Histoire
Sandy Lane est un petit village depuis sa création jusqu'aux années 1990, lorsqu'une série de nouveaux développements ont été construits pour accueillir la population en plein essor de Bradford. Cependant, les habitants du village, mécontents de ce projet, ont formé leur propre groupe d'opposition et ont ensuite voté pour un conseil paroissial en 2003.
C'est un village anglais traditionnel comprenant une école primaire, une église, un pub et un parc.